# Ercole Luigi Morselli
Ercole Luigi Morselli, né à Pesaro le 19 février 1882 et mort à Rome le 16 mars 1921, est un écrivain et dramaturge italien.

## Biographie
Ercole Luigi Morselli étudie sans succès  la médecine et de la littérature à Florence, où sa famille a déménagé en 1891, à la suite de son père, un conseiller d’état qui y est mort en 1895. Dans les années suivantes, il a une vie active, avec de nombreux voyages en Afrique et en Amérique latine, puis en Angleterre et en France.
Il est ami avec Giovanni Papini et Giuseppe Prezzolini. Après son retour en Italie, il commence une carrière littéraire difficile. En 1910, sa tragi-comédie Orione obtient du succès, mais il n'atteint la stabilité économique qu'en 1919, avec le succès de Glauco, une pièce de théâtre présentée à Rome. 
Il a également été réalisateur de films et scénariste. Il est mort de la tuberculose dans un hôpital à Rome le 16 mars 1921.

## Critique
Les œuvres de Morselli s'appuient sur les mythes classiques, revisités à partir d'un point de vue moderne. Ses œuvres les plus réussies sont Orione, une tragi-comédie où le personnage principal est un demi-dieu avec des désirs charnels, et Glauco, qui décrit l'histoire d'un pêcheur qui devient le dieu de la mer, mais découvre que le pouvoir n'apporte pas nécessairement la joie. Morselli, dépeint des anti*héros, représentant une alternative à l'esprit de Gabriele D'Annunzio. 
Avec sa nouvelle La donna ragno (La femme-araignée, 1915), Morselli est l'un des précurseurs de la science-fiction en Italie. Sa pièce Belfagor a été utilisée par Claudio Guastalla comme sujet pour le livret de l'opéra d'Ottorino Respighi en 1926.

## Œuvres

### Pièces
- Orione, tragi-comédie en 3 actes, Théâtre Argentina, à Rome, le 17 mars 1910
- Acqua sul fuoco (de l'Eau sur le feu), comédie en 1 acte, Teatro Metastasio, Rome, 31 mars 1910
- Il domatore Gastone (Gastone le Dompteur), comédie en 1 acte, Rome, 1911
- La prigione (La prison), drame en 3 actes, Teatro Carignano de Turin, novembre 1911
- Glauco, Teatro Argentina, À Rome, Le 30 mai 1919
- Belfagor, « arcidiavoleria »  en 4 actes, Teatro Valle, à Rome, le 19 avril 1933 (première à titre posthume)

### Histoires courtes
- Favole per i re d oggi (Fables pour les rois d'aujourd'hui), Rome, 1909
- Storie da ridere... e da pleure pas (Histoires pour rire... et pleurer), Milan, 1918. Huit histoires courtes, dont La donna ragno.
- Il «Trio Stefania», Milan 1919
- Favole e fantasie (Contes et fantaisies), Milan, 1928 (édition posthume)
- L'Osteria degli scampoli ed altri racconti (L'auberge des mutilés et autres histoires), Milan, 1936 (édition posthume)

### Film
- Effetti di luce (Effets de Lumière), 1916, réalisé avec Ugo Falena